# Бойко Станкушев
Бойко Христов Станкушев е български телевизионен журналист.

## Биография
Завършва 11-а гимназия в София през 1972 г. Следва ветеринарна медицина от 1974 до 1975 г. в Стара Загора, а през 1975 – 1979 следва и завършва философия и социология в Софийския университет.
От 1979 г. работи в Българската национална телевизия (БНТ) като репортер, редактор и отговорен редактор в предаванията „Новини“, „Светът в действие“, „Панорама“. Отразявал събития от Европа, Близкия и Далечен изток, САЩ, Япония и Австралия. От 1990 до 1992 г. е водещ на актуалното седмично предаване „Панорама“ и програмен директор на Първа и Втора програма на БНТ.
Член на Съюза на демократичните сили (СДС) от декември 1989 г. През 1990 отговаря за телевизионното представяне на предизборната кампания на СДС в програмата на БНТ. Съучредител на независимата журналистическа организация „Форум Свободно слово“, на Българската медийна коалиция, основател и пръв председател на Телевизионен синдикат „Подкрепа“ в БНТ през 1989 г. Съучредител на Атлантическия клуб в България. През август 2010 г. е избран от Съвета за електронни медии за член на управителния съвет на Българската национална телевизия.
В периода 2005 – 2010 година е водещ на предаването „Събота вечер с Бойко Станкушев“ по Евроком.
През 2015 – 2017 година е член на политическия кабинет на министъра на отбраната на България и директор на Дирекция „Връзки с обществеността“.
През 2017 година участва в създаването на Атлантическия съвет в Република България.
От януари 2018 година работи в Българското национално радио (БНР).
От март 2019 година е директор на Антикорупционния фонд.